# برومو حمض الخليك
برومو حمض الخل (بالإنجليزية: Bromoacetic acid)‏ هو مركب كيميائي صيغته CH2BrCO2H . هذه المادة الصلبة العديمة اللون هي عامل ألكلة قوي نسبياً .
يستخدم برومو حمض الخل وإستراته على نطاق واسع كلبنات في التخليق العضوي ، على سبيل المثال في الكيمياء الصيدلانية .
يحضر هذا المركب عن طريق برومة حمض الخل .
CH3CO2H + Br2 → CH2BrCO2H + HBr